# Xã White Oak, Quận Franklin, Arkansas
Xã White Oak (tiếng Anh: White Oak Township) là một xã thuộc quận Franklin, tiểu bang Arkansas, Hoa Kỳ. Năm 2010, dân số của xã này là 5.574 người.